# Николай III (патриарх Константинопольский)
Патриарх Николай III Кирдиниа́т Грамма́тик (греч. Πατριάρχης Νικόλαος Γ΄ Κυρδινιάτης ή Γραμματικός; ум. апрель/май 1111, Константинополь) — Патриарх Константинопольский в 1084—1111 годы.

## Биография
Получив образование в Константинополе, Николай провёл большую часть своей молодости в Антиохии Писидийской, где, как считается, принял монашеский постриг.
В 1068 году покинул этот город, который на тот момент оказался под угрозой набегов турок-сельджуков. Переехав в Константинополь, он основал монастырь, посвящённый Иоанну Крестителю.
В 1084 году император Алексей I Комнин избрал его Патриархом Константинопольским взамен свергнутого Евстратию Гариде.
Патриарх Николай сразу же столкнулся с рядом деликатных и сложных вопросов. Он принял сторону императора в деле Льва Халкидонского, который протестовал против решения конфисковать церковные ценности, чтобы облегчить финансовые трудности, вызванные византийско-норманнской войной, которое было решено на Константинопольском соборе 1094 года под председательством Патриарха. Придавал большое значение борьбе с ересями, например осудил как еретическое учение Василия Богомила. Был очень осторожен в продолжающемся конфликте между провинциальными митрополитами и Патриархией. Несмотря на некоторую враждебность оппозиции из духовенства собора Святой Софии, он в конце концов поддерживая Никиту Анкирского, выступавшего против императора право возвышать митрополитов, и много потрудился, пытаясь ограничить влияние хартофилаксов.
Он написал монашеский устав для афонских монастырей с требованием к влахам покинуть Афон.
Политическая ситуация в Византийской империи, особенно в Анатолии после катастрофы в битве при Манцикерте вынуждала Патриарха Николая искать союза с папой Урбаном II. Написал папе ответ, в котором великодушно разрешал латинским церквам не только вновь открыться в византийской столице, но и служить по своему обряду. Он обещал вписать имя папы в диптихи своей церкви, если тот соблюдёт старое формальное правило и пришлёт в Константинополь собственное исповедание веры, как это повелось со времён древней Церкви. Несмотря на это, Патриарх Николай был твёрд в простаивании православного вероучения в вопросах filioque, опресноков и папского примата.
Избегал суровых мер наказания в отношении грешащей паствы, считая бессмысленной борьбу со всеобщим духовным оскудением своего времени.
Скончался в апреле/мае 1111 года в Константинополе.